# 古谷弘
古谷弘（1920年12月9日—1957年8月23日）是一位日本经济学家。

## 生平
1920年出生于日本静冈县，1942年毕业于东京大学经济学部，师从东畑精一，1945年留校任教，1952年赴美留学进入哈佛大学，1956年升任东京大学经济学部教授，1957年在伊豆半岛今井浜游泳时因心脏麻痹去世，追赠正五位，勳六等授瑞宝章。

## 著作

### 单著
- 『現代経済学』（弘文堂、1957年）
- 『現代経済学の基本問題』（岩波書店、1958年）

### 编著
- 『近代経済学教室』1～6（木村健康との編著、劲草书房、1957年）

### 翻译
- 约翰·希克斯『景気循環論』（岩波書店<岩波現代叢書>、1951年）